# HX Hurtigruten Expeditions
HX Hurtigruten Expeditions (kurz HX) ist eine Marke für Expeditionskreuzfahrten. Sie war bis Anfang 2024 Teil der Hurtigruten Group.
Das hinter der Marke stehende Unternehmen HX Group sieht sich als weltweit führender Anbieter von Expeditionskreuzfahrten. Es betreibt mit etwa 1.000 Mitarbeitern (Stand Anfang 2025) 5 Schiffe und bietet Reisen zu 250 Zielen in mehr als 30 Ländern an.

## Geschichte
Ab 2007 begann die norwegische Firma Hurtigruten AS, die den Postschiffverkehr entlang der norwegischen Küste betreibt, ein zweites Standbein mit Expeditionskreuzfahrten aufzubauen. Dieses firmierte unter dem Namen Hurtigruten Expeditions. Im Jahr 2021 wurde Hurtigruten Expeditions in eine separate Tochtergesellschaft unter dem Dach Hurtigruten Group überführt. Ende 2023 wurde bekanntgegeben, dass Hurtigruten Expeditions an ein Investorenkonsortium verkauft werden soll.
Dieser Verkauf wurde im Februar 2025 abgeschlossen. Das Unternehmen firmiert seitdem unter HX Group plc mit Hauptsitz in London.

## Fahrtgebiete
Die Schiffe der HX-Flotte sind im Nord-Sommer vornehmlich in arktischen Gebieten und im Sommer auf der Südhalbkugel in der Antarktis unterwegs. Dazwischen gibt es Positionierungsfahrten entlang der amerikanischen und europäischen Küsten.

## Schiffe

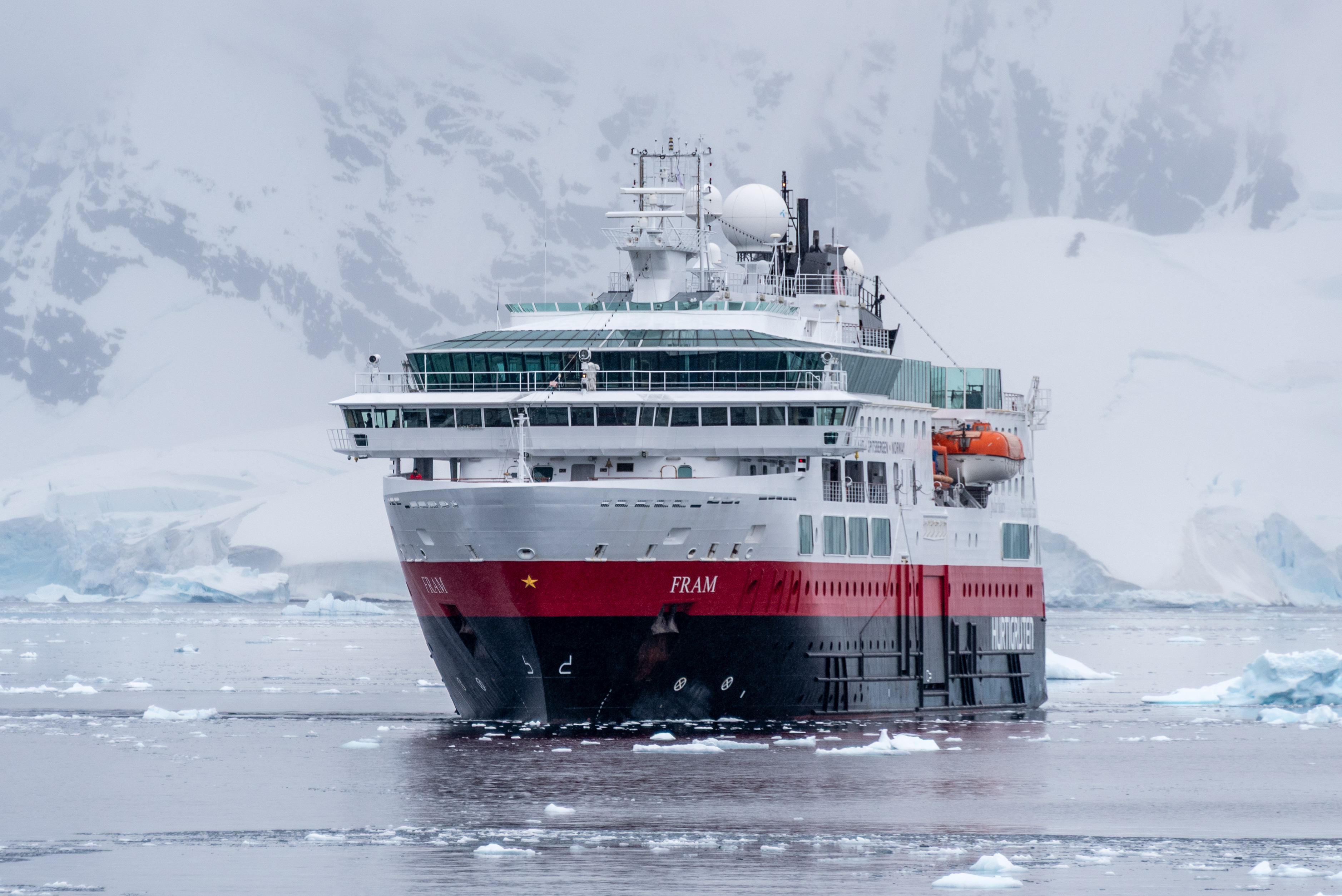
Fram in der Antarktis

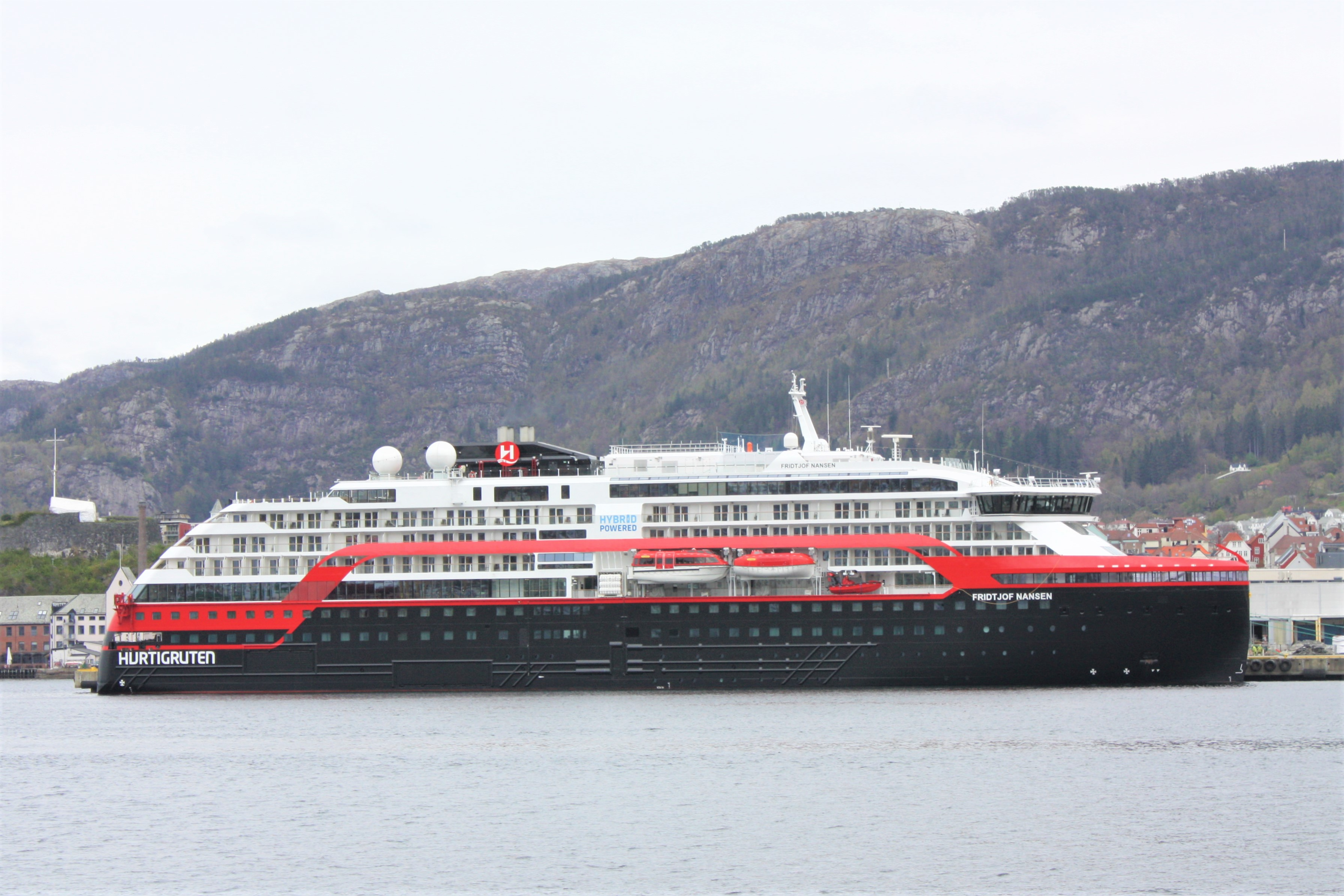
Fridtjof Nansen in Bergen

HX betreibt (Stand Februar 2025) fünf Schiffe.
| Name IMO-Nr.            | Baujahr | Vermessung | Länge    | Breite  | Passagiere | Bauwerft                               | Status/Verbleib                                                                               |
| ----------------------- | ------- | ---------- | -------- | ------- | ---------- | -------------------------------------- | --------------------------------------------------------------------------------------------- |
| Santa Cruz II 9265677   | 2002    | 2.664 BRZ  | 71,80 m  | 13,40 m | 90         | ASENAV Shipyard                        | Einsatzgebiet: Galapagosinseln                                                                |
| Fram 9370018            | 2007    | 11.647 BRZ | 113,86 m | 20,20 m | 250        | Fincantieri – Cantieri Navali Italiani | als Expeditions- und Postschiff gebaut, aber seit Beginn nur als Expeditionsschiff eingesetzt |
| Spitsbergen 9434060     | 2009    | 7.025 BRZ  | 97,58 m  | 18,00 m | 220        | Estaleiros Navais de Viana do Castelo  | ursprünglich als Postschiff im Einsatz                                                        |
| Roald Amundsen 9813072  | 2019    | 21.765 BRZ | 140 m    | 23,95 m | 490        | Kleven Verft                           | als reines Expeditionsschiff gebaut                                                           |
| Fridtjof Nansen 9813084 | 2020    | 21.765 BRZ | 140 m    | 23,95 m | 490        | Kleven Verft                           | als reines Expeditionsschiff gebaut                                                           |